# 1690 en philosophie
Chronologie de la philosophie
- 1686
- 1687
- 1688
- 1689
- 1690
- 1691
- 1692
- 1693
- 1694

L’année 1690 a été marquée, en philosophie, par les événements suivants :

## Publications
- Anne Conway :  Principia philosophiae antiquissimae et recentissimae de Deo, Christo et Creatura id est de materia et spiritu in genere.

- John Locke : Les deux Traités du gouvernement civil.

- Gottfried Wilhelm Leibniz :  Protogée, ou de la formation et des Révolutions du globe (1690-1693).

- Sylvain Leroy : Système de philosophie, contenant la logique, la métaphysique, la physique et la morale, imprimerie de Denys Thierrey, Paris, 1690 tome 1, tome 2, (tome 3)

## Décès
- Damien Mitton (Paris, 1618-1690) est un écrivain français, l'un des théoriciens, comme Méré, de l'idéal de l'« honnête homme » au XVIIe siècle.